# Megastigmus zhaoi
Megastigmus zhaoi är en stekelart som beskrevs av Xu och He 2003. Megastigmus zhaoi ingår i släktet Megastigmus och familjen gallglanssteklar. Inga underarter finns listade i Catalogue of Life.